# Стивен Дејвис
Стивен Дејвис (енгл. Steven Davis; 1. јануар 1985) бивши је северноирски фудбалер који је играо на позицији везног играча.
Рекордер је по броју одиграних утакмица за репрезентацију са 140 наступа.